# Druica
Druica este o localitate dispărută în județul Brăila, Muntenia, România.

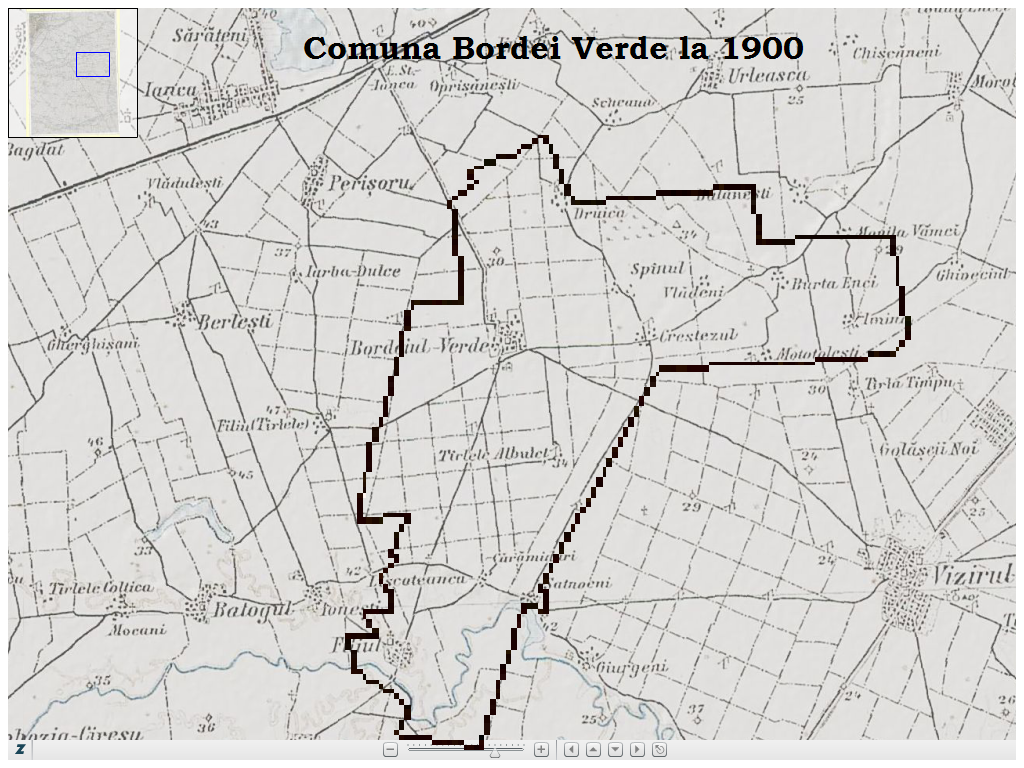
Harta comunei Bordei Verde la anul 1900

La sfârșitul secolului al XIX-lea, Druica era un cătun component al comunei Bordei Verde aflată în plasa Balta a județului Brăila, având 34 de gospodării cu 155 locuitori.
Satul era situat la circa 4 kilometri nord de Bordei Verde, pe valea omonimă.
Cătunul a dispărut la începutul secolului XX, prin mutarea locuitorilor în satele învecinate (Bordei Verde, Perișoru, Căldărușa).